# リュブリャナ植物園

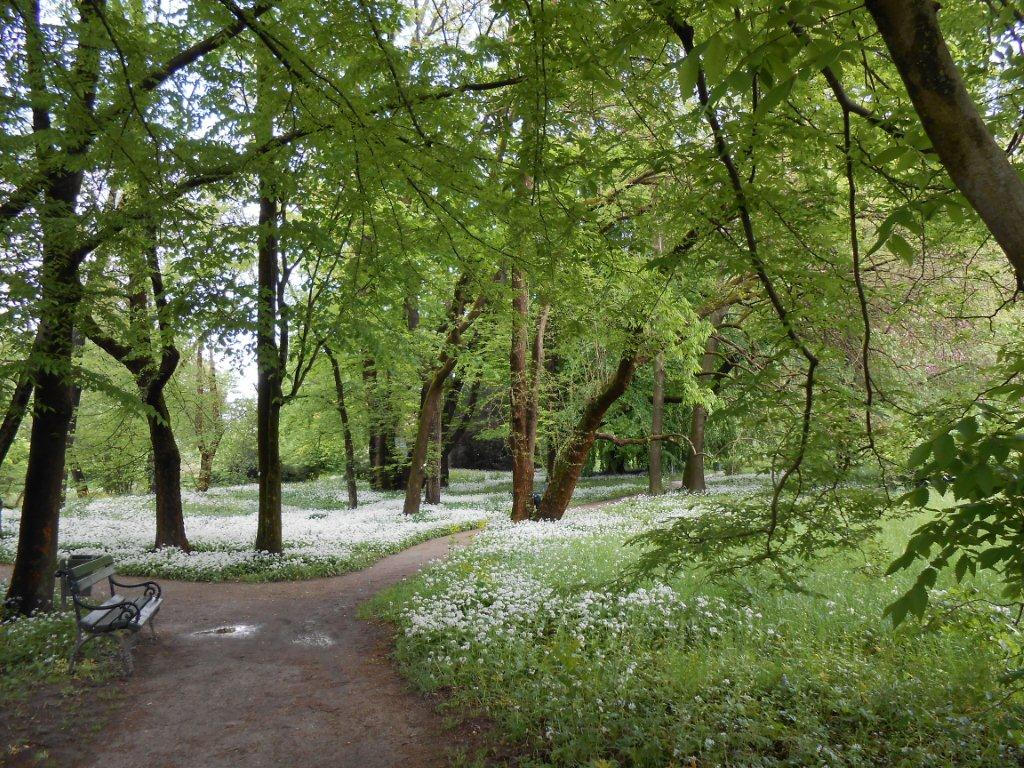
リュブリャナ植物園

リュブリャナ植物園（リュブリャナしょくぶつえん、スロベニア語: Ljubljanski botanični vrt）は、1810年に成立されたスロベニア共和国リュブリャナにある最も古い植物園。科学、そして教育の機関である。

## 概要
庭には4.500以上の種類の植物と亜種がある。その三分の一はスロベニアの固有種で、残りはヨーロッパと他の国からのものである。世界中の270以上の植物園と交流し、科学的研究と教育活動に関わっている。スロベニアの固有種、それから絶滅の恐れのある種類の植物の育成と保存などの重要な役割を果たしている。
植物園は木のセクション、研究のためのセクション、熱帯植物のセクションなど、いくつかのセクションに分かれている。植物園には熱帯植物の温室もある。そこでは熱帯植物の380以上の種類を見ることができる。

## 歴史
植物園は1810年にフランス帝国がリュブリャナを占領していた時に、リュブリャナの高校で働いていたフランツ・フラドニック（Franz  Hladnik、スロベニア語表記: Franc Hladnik）に土地が与えられ、カルニオラ（スロベニア中央部地方）の植物を集め、栽培が始められたのが起源である。フランスの治世が終わり、オーストリアの支配に戻っても植物園の拡充は続けられ、Nepomuk Biatzóvszky,やアンドレイ・フライシュマン（Andrej Fleischmann）が園長を務めた。フライシュマンの没後、園長となったValentin Konsekのもとで、果樹が増やされ植物の種の数が減少した時代もあったがその後再び増加が図られた。1919年にリュブリャナ大学が再設立されると大学の施設となった。第二次大戦後、温室や研究施設が整備された。

## 施設情報
- 中央スロベニアの植物園
- 南東ヨーロッパの最も古い植物園
- 1810年にフランツ・フラドニックの指導の下で活動を開始した。
- 面積は2ヘクタールである
- 4500以上の植物種と亜種